# Полия поникшая
Полия поникшая (лат. Pohlia nutans) — листостебельный мох семейства Мниевые (Mniaceae), вид рода Полия (Pohlia).

## Описание
Растение средних размеров, реже мелкое, однодомное. Дерновинки рыхлые или густые, иногда плотные, тёмно-зелёные, слабо блестящие. Стебель прямостоячий, 1—4 см длины, тёмно-красный, более-менее равномерно или хохолково облиственный. Листья прямо отстоящие до более менее прилегающих, 2—3×0,4—0,6 мм, яйцевидно-ланцетные, реже яйцевидные или ланцетные, длинно или коротко заострённые; край плоский или частично отогнутый, пильчатый в верхней трети; жилка оканчивается ниже верхушки листа, реже коротко выступает. Спорофиты часто. Спороносит летом. Ножка 1—4 см, жёлто-бурая или красноватая, вверху коленчато изогнутая. Коробочка от широкоэллипсоидальной до цилиндрической. Споры 16—22 мкм. Клетки листовой пластинки 50—90×10—12 мкм, продолговатые или удлинённо ромбоидальные, более менее толстостенные.

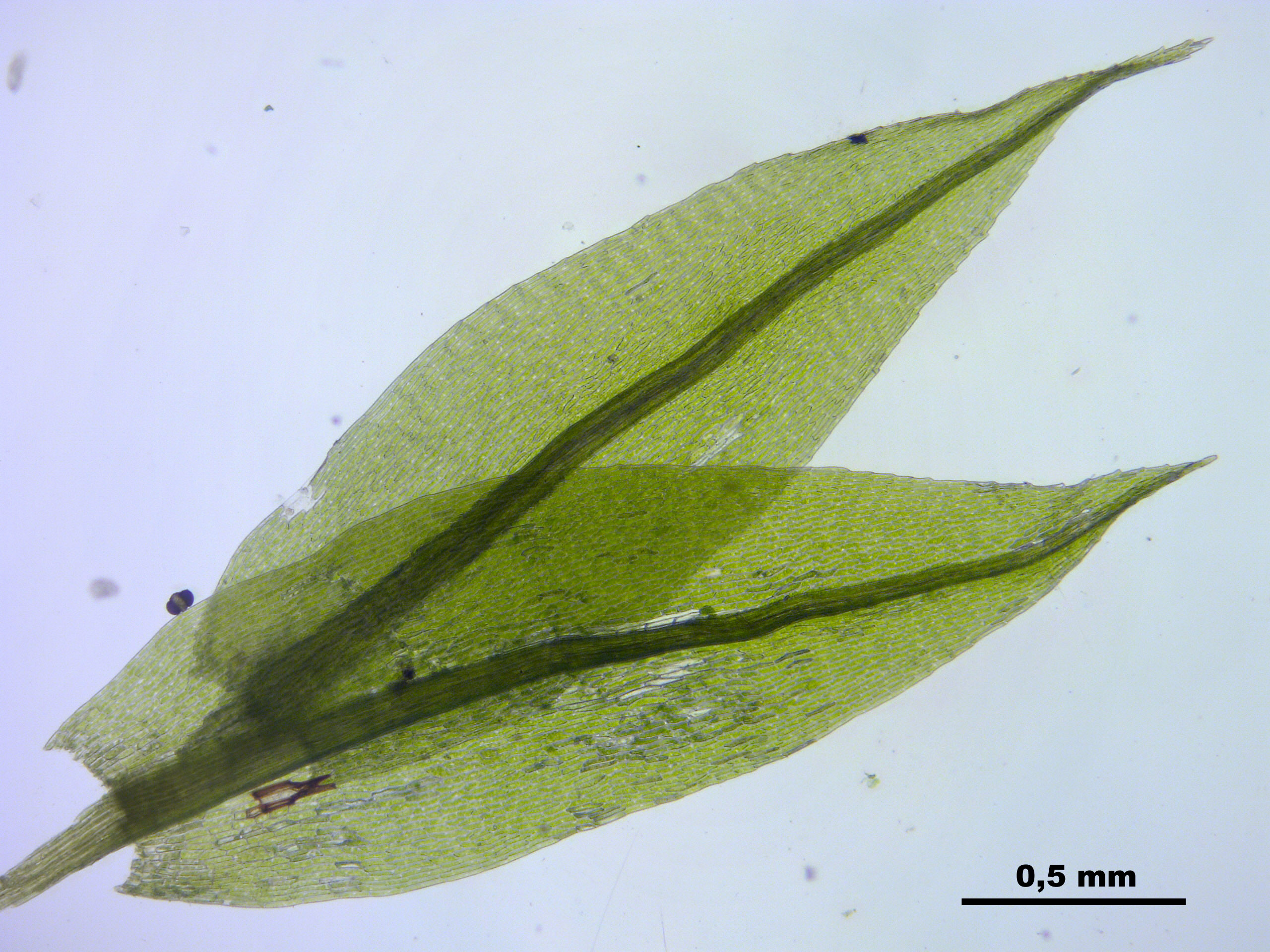
Лист
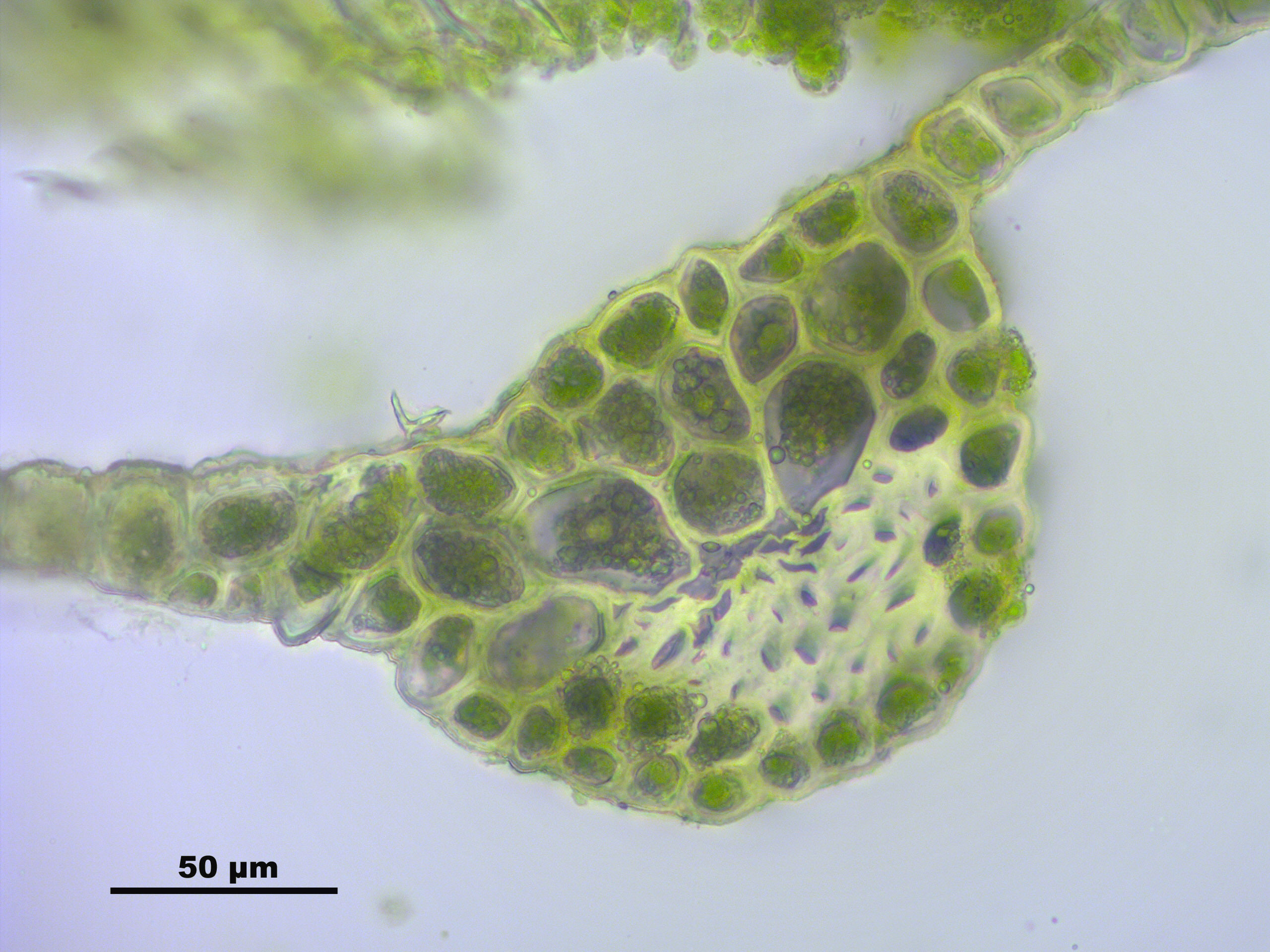
Снимок под микроскопом поперечного среза жилки листа
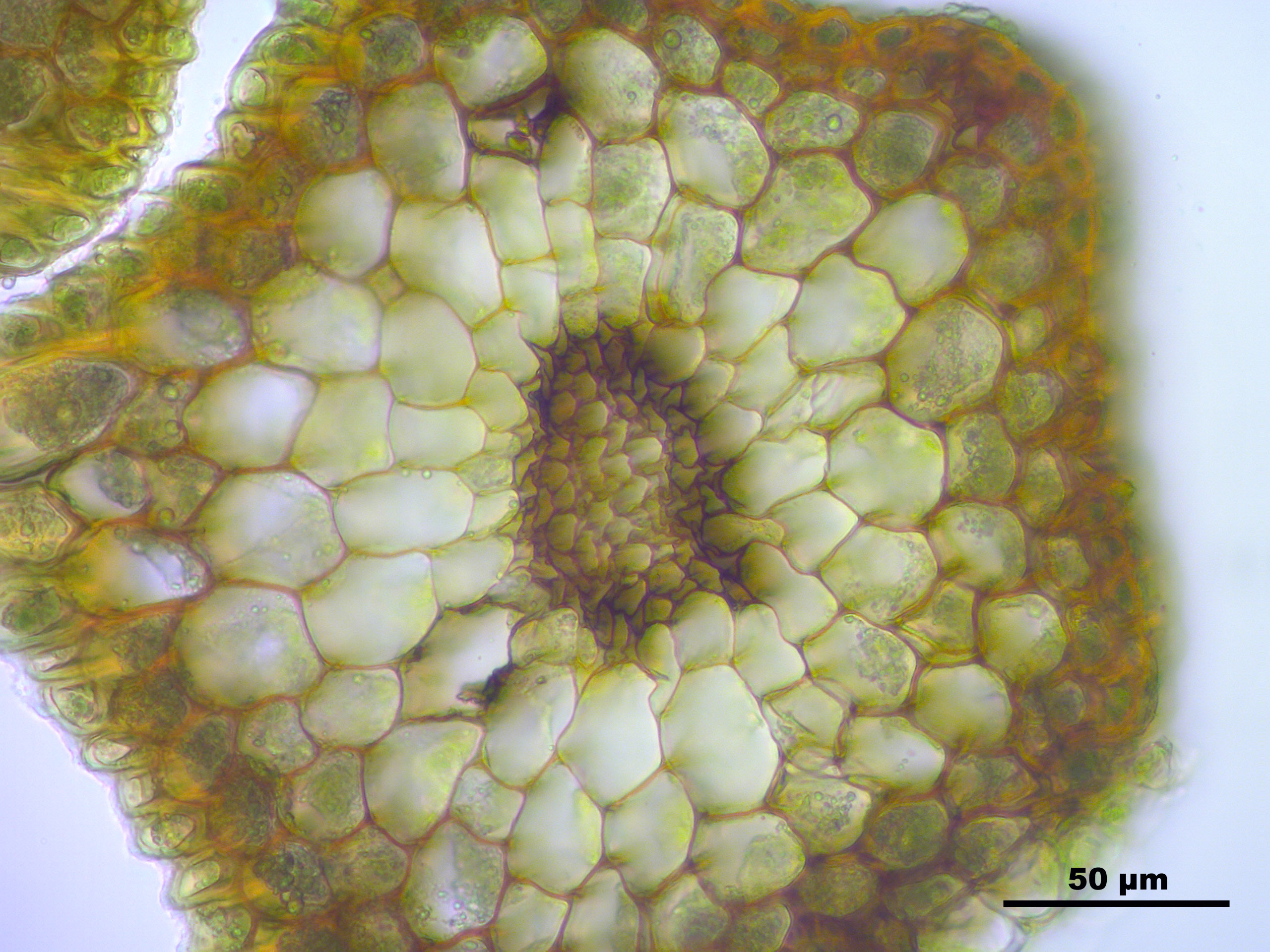
Снимок под микроскопом поперечного среза стебля
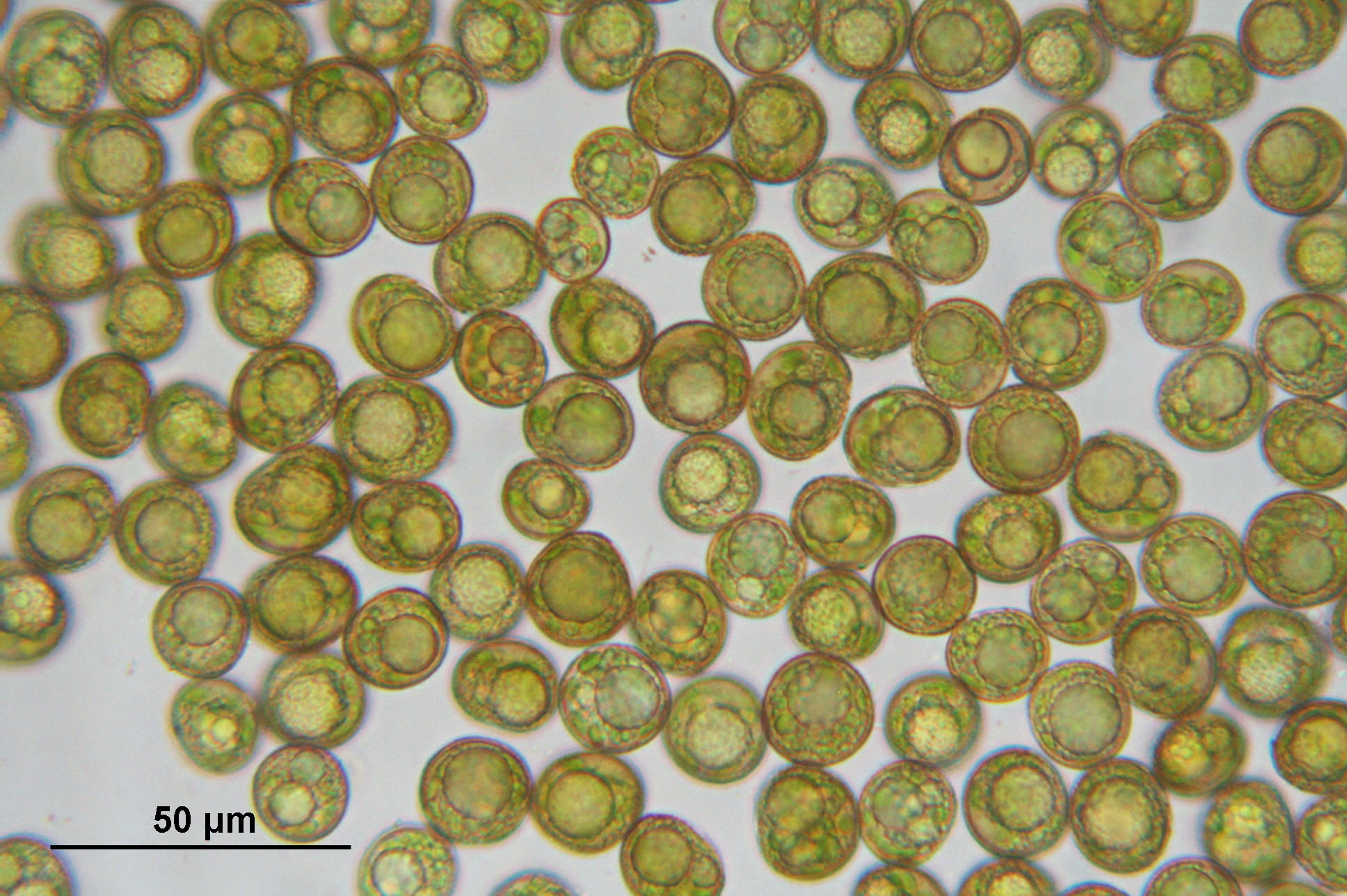
Микроскопическое изображение спор

## Среда обитания и распространение
Растёт в лесах, на луга и болотах, в тундрах; на обнажённой почве нарушенных местообитаний на сухой или сырой песчаной, а также глинистой и торфяной почве, на гнилой древесине, на кочках среди сфангума, в основании и на наклонных стволах, на покрытых почвой скалах, валунах, преимущественно на кислых породах.
Вид широко распространён в арктической, бореальной и неморальной зонах обоих полушарий, а также в горах в тропиках всех континентов. На территории России встречается повсеместно, за исключением аридных территорий.

## Классификация
Впервые таксон под названием Webera nutans описал немецкий ботаник Иоганн Хедвиг в Species Muscorum Frondosorum в 1801 году. В 1879 году шведский бриолог Секстус Отто Линдберг перенёс вид в род Полия (Pohlia).

### Синонимы
В синонимику вида Pohlia nutans (Hedw.) Lindb. in Musc. Scand.18. 1879 входят следующие названия:
- Bryum nutans (Hedw.) Turner, 1804
- Hypnum nutans (Hedw.) F. Weber et Mohr, 1803

- Mnium nutans (Hedw.) Hoffm. ex Spreng., 1803
- Webera nutans (Hedw.) Lindb., 1801basionym
- и др.